# Leandra Smeda
Leandra Smeda, née le 22 juillet 1989 à Velddrif en Afrique du Sud, est une footballeuse internationale sud-africaine. Elle évolue au poste de milieu de terrain au DUX Logroño.

## Biographie

### Carrière internationale
En 2019, elle figure sélectionnée parmi les 23 joueuses sud-africaines retenues pour participer à la Coupe du monde organisée en France.

## Palmarès

### En club
- Vainqueur du Championnat de Lituanie 2018.

### En équipe nationale
- Finaliste de la Coupe d'Afrique des nations 2012 et 2018.